# Werner Schwab
Werner Schwab (* 4. Februar 1958 in Graz, Steiermark; † 1. Jänner 1994 in Graz) war ein österreichischer Schriftsteller und Dramatiker.

## Leben und Werk
Werner Schwab wurde am 4. Februar 1958 in Graz als Sohn einer Haushälterin und eines Maurers geboren. Kurz nach seiner Geburt verließ sein Vater die Familie, und seine Mutter sah sich wegen unterlassener Unterhaltszahlungen gezwungen, in ihr Elternhaus zurückzuziehen. Im Folgenden sah sich die Mutter genötigt, ihren Sohn in Pflege geben. Sie lebte in desolaten Unterkünften und arbeitete als Haushälterin in Graz und Semriach, bis sie eine Stellung als Hausmeisterin im Herz-Jesu-Viertel in Graz erhielt, mit der eine kleine Einzimmerwohnung verbunden war. Darin verbrachte Schwab zusammen mit seiner religiösen Mutter eine schwere Kindheit, die er mit der Einführung seines Alter Ego Herrmann Wurm in Volksvernichtung oder meine Leber ist sinnlos zu verarbeiten versuchte.
Früh wollte Schwab Künstler werden, und so besuchte er 1974 die Kunstgewerbeschule Graz am Ortweinplatz, wo er sich in Ingeborg Orthofer, seine spätere Frau, verliebte. 1977 verließ er die Schule, nachdem er sich geweigert hatte, eine Kunstgeschichteprüfung abzulegen, und versuchte stattdessen, an der Akademie der Bildenden Künste in Wien aufgenommen zu werden. Dies scheiterte zunächst, und Schwab begann mittellos die elektroakustischen Vorlesungen von Dieter Kaufmann in Wien zu besuchen. Daneben engagierte er sich unter anderem zusammen mit Erwin Wurm und János Erdödy in dessen Galerie in Graz, wo erste künstlerische Produktionen und Aktionen stattfanden. Im Herbst 1978 wurde Schwab schließlich doch noch von Bruno Gironcoli an der Akademie akzeptiert und erhielt Waisenrente und Höchststipendium zugesprochen, wodurch sich seine finanzielle Situation erheblich verbesserte. Er bezog zusammen mit Ingeborg Orthofer eine Wohnung in Graz und pendelte weiterhin nach Wien. Am 1. Jänner 1981 übersiedelten die zwei nach Kohlberg in der Oststeiermark. Dort hatten sie eine Landwirtschaft erworben und begannen aus verderblichen Materialien wie Fleisch, Knochen und Tierkadavern verwesende Skulpturen zu erschaffen.
Das Leben in Kohlberg ließ Fahrten nach Wien kaum noch zu, weswegen Schwab 1982 aus der Akademie ausschied und sich vermehrt dem Schreiben zuwandte. Zunächst produzierte er experimentelle Texte, in denen er Figuren für seine späteren Stücke entwickelte, und schickte diese ohne Erfolg an die protokolle und andere Literaturzeitschriften. Auch seine Bewerbungen für Literatur- und Nachwuchsdramatikerstipendien wurden ausgeschlagen, und er musste sich den Lebensunterhalt mit Holzfällen und anderen Gelegenheitsarbeiten verdienen.
1989 war Schwab an der Gründung der Künstlervereinigung Intro Graz Spection beteiligt und inszenierte am 22. April für ihr erstes Projekt sein „Kadaverstück“ Das Lebendige ist das Leblose und die Musik mit einem Stierschädel als Requisit. Da Schwab trank, ging die Beziehung mit Orthofer in die Brüche, und in dieser schwierigen Zeit kam es 1990 zu einem Wandel. Es wurden mehrere Lesungen in Graz angesetzt; im Februar wurden Die Präsidentinnen in Wien uraufgeführt, im Juni erschien der erste Teil von Abfall, Bergland, Cäsar. Eine Menschensammlung in den manuskripten, und im Dezember wurde Schwab für den Literaturförderpreis der Stadt Graz nominiert.
Als 1991 Hans Gratzer schließlich die Regie für Übergewicht, unwichtig: Unform übernahm und das Stück in Wien aufgeführt wurde, erregte Schwab mit seiner als Schwabisch in die Literaturgeschichte eingegangenen Sprache auch in Deutschland Aufmerksamkeit. Er wird von der Fachzeitschrift Theater heute als Nachwuchsdramatiker des Jahres und ein Jahr später zum Dramatiker des Jahres gewählt. Für sein 1991 an den Münchner Kammerspielen in der Regie von Christian Stückl uraufgeführtes Drama Volksvernichtung oder meine Leber ist sinnlos wird Schwab mit dem Mülheimer Dramatikerpreis geehrt.
In weiterer Folge werden Mesalliance aber wir ficken uns prächtig in Graz und Der Himmel mein Lieb meine sterbende Beute in Stuttgart uraufgeführt, und Schwab wird innerhalb kürzester Zeit zu einem der meistgespielten Dramatiker deutscher Sprache. Nachdem er zwei Jahre in Wien gelebt hatte, kehrte er 1993 nach Graz zurück und führte im Rahmen des Festivals Steirischer Herbst das Stück Pornogeographie. Sieben Gerüchte. auf.
In Graz verliebte er sich in seine Wohnungsvermieterin und beschloss, in Zukunft verstärkt Prosa zu schreiben. Deswegen begann Schwab gemeinsam mit Jörg Schlick einen Briefroman zu schreiben und überreichte ihm vier Tage vor Weihnachten den ersten Brief, der aber auch der letzte bleiben sollte.
Am 1. Jänner 1994 fand man Schwab mit 4,1 Promille Blutalkoholkonzentration tot in seiner Wohnung, gestorben an einer durch eine Alkoholvergiftung hervorgerufenen Atemlähmung.
Der Nachlass des Autors wird am Franz-Nabl-Institut der Universität Graz bearbeitet. Zu diesem Zweck hat das Bundesland Steiermark (trotz anderslautenden Medienberichten erst) 2010 die Materialien für 230.000 Euro angekauft.

## Wirken
Bereits in den Arbeitstagebüchern, die er als 22-Jähriger begann, entwickelte Schwab unbeeinflusst von der damaligen Literaturszene eine eigene Sprache. Diese Sprache perfektionierte er in den Dramen ab 1990. Mit deftig-kräftigen Ausdrücken und skurrilen Wortverbindungen versuchte er die schöngeistige Literatursprache zu demaskieren und zu verhöhnen.
Dabei wurde er in der kurzen Zeit, die ihm zur Verfügung stand, von einem rastlosen Schreibbedürfnis angetrieben – immerhin entstanden in vier Jahren 16 abendfüllende Theaterstücke, von denen sieben erst nach seinem Tod zur Uraufführung gelangten.

## Werke

### Dramen
- Das Lebendige ist das Leblose der Musik. Uraufführung: „Bronx“ Graz, 1989
- Die Präsidentinnen. UA: Künstlerhaus Wien, 1990
- Übergewicht, unwichtig: Unform. UA: Schauspielhaus Wien, 1991
- Volksvernichtung oder Meine Leber ist sinnlos. UA: Münchner Kammerspiele, 1991
- Mein Hundemund. UA: Schauspielhaus Wien, 1992.
- Offene Gruben und offene Fenster. Ein Fall von Ersprechen. UA: Donaufestival Krems, 1992
- Mesalliance aber wir ficken uns prächtig. UA: Schauspielhaus Graz (Steirischer Herbst), 1992
- Der Himmel mein Lieb meine sterbende Beute. UA: Staatstheater Stuttgart, 1992
- Pornogeographie. Sieben Gerüchte. UA: Schauspielhaus Graz (Steirischer Herbst), 1993
- Endlich tot, endlich keine Luft mehr. UA: Saarländisches Staatstheater, 1994
- Faust :: Mein Brustkorb :: Mein Helm. UA: Hans Otto Theater Potsdam, 1994, ÖE: Schauspielhaus Graz, 2017
- Der reizende Reigen nach dem Reigen des Reizenden Herren Arthur Schnitzler. UA: Schauspielhaus Zürich, 1995
- Eskalation ordinär. Ein Schwitzkastenschwank in sieben Affekten. UA: Deutsches Schauspielhaus Hamburg, 1995
- Troilluswahn und Cressidatheater. UA: Schauspielhaus Graz, 1995
- Antiklimax. UA: Kampnagel Hamburg, 1994
- Hochschwab: Das Lebendige ist das Leblose und die Musik. UA: Schauspielhaus Wien, 1996

### Buchveröffentlichungen
Im Herbst 2007 ist mit Joe Mc Vie alias Josef Thierschädl der erste Band einer elfbändigen Werkausgabe im Literaturverlag Droschl erschienen, die bis 2014 vollständig publiziert werden sollte.
- Fäkaliendramen. Graz, Wien: Droschl 1991.
  - Die Präsidentinnen
  - Übergewicht, unwichtig: Unform
  - Volksvernichtung oder meine Leber ist sinnlos
  - Mein Hundemund
- Königskomödien. Graz, Wien: Droschl 1992.
  - Offene Gruben und offene Fenster
  - Hochschwab
  - Mesalliance aber wir ficken uns prächtig
  - Der Himmel mein Lieb meine sterbende Beute
  - Endlich tot, endlich keine Luft mehr
- Abfall, Bergland, Cäsar. Eine Menschensammlung. Salzburg, Wien: Residenz 1992.

(bzw. in der Werkeausgabe: Hrsg. von Ingeborg Orthofer. unter Mitarbeit von Lizzi Kramberger. Bd. 2. Graz, Wien: Droschl 2008)
- Der Dreck und das Gute. Das Gute und der Dreck. Graz, Wien: Droschl 1992.
- Dramen III. Graz, Wien: Droschl 1994.
  - Troilluswahn und Cressidatheater
  - Faust :: Mein Brustkorb :: Mein Helm
  - Pornogeographie
  - Eskalation ordinär
  - Antiklimax
- endlich tot endlich keine luft mehr. Ein Theaterzernichtungslustspiel. (limitierte Bibliophilie-Ausgabe) Homburg: Karlsberg 1994.
- SchwabTexte. Orgasmus: Kannibalismus. Sieben Liebesbriefe an die eigene Beschaffenheit. Graz, Wien: Droschl 1996.
- Der reizende Reigen nach dem Reigen des reizenden Herrn Arthur Schnitzler. Graz, Wien: Droschl 1996.
- in harten Schuhen. ein Handwerk. Graz, Wien: Droschl 1999.
- Joe Mc Vie alias Josef Thierschädl. Werkeausgabe. Hrsg. von Ingeborg Orthofer. Bd. 1. Graz, Wien: Droschl 2007.
- Abfall, Bergland, Cäsar. Eine Menschensammlung. Werkeausgabe. Hrsg. von Ingeborg Orthofer. unter Mitarbeit von Lizzi Kramberger. Bd. 2. Graz, Wien: Droschl 2008.

### Hörspiele
- 1989 Niemandsland Eine akustische Bestandsaufnahme von Christian Marczik. In Zusammenarbeit mit Werner Schwab u. a., ORF-Landesstudio Steiermark.
- 1991 Hundemund, Regie: Götz Fritsch, ORF/HR/MDR.
- 1992 Die Präsidentinnen, Regie: Norbert Schaeffer, SDR/RB.
- 2002 Volksvernichtung oder Meine Leber ist sinnlos, Regie: Annette Kurth, WDR.
- 2004 Der reizende Reigen nach dem Reigen des reizenden Herrn Arthur Schnitzler, Regie: Götz Fritsch, ORF/RBB.

### Bildnerisches Werk (Auswahl)
- Mail Art: Postkarten, die Schwab mit Janos Erdödy zwischen 1978 und 1990 austauschte. Jede Karte wurde eigens gestaltet, teils als Zeichnung, als Bild oder als Kollage
- verwesende Skulpturen, z. B. die Serie „Fleisch, Reliefs und Texte“

## Auszeichnungen
- 1992: Mülheimer Dramatikerpreis
- 1992: Dramatiker des Jahres der Zeitschrift „Theater heute“
- 1992: Förderpreis des Schiller-Gedächtnispreises

## Zitate
- Vor der Aufführung meines ersten Stückes war ich nur ein einziges Mal im Theater – und das in der Pause (Schwab in einem Interview)
- verwirrt und traurig muss die archäologie als das uneingegrabene einmal sein können über meinen vorwurfsvollen resten (aus: Abfall, Bergland, Cäsar)
- Wir sind in die Welt gevögelt und können nicht fliegen.